# Pteralopex
Genre
Pteralopex est un genre de chauves-souris de la famille des Pteropodidae.

## Liste des espèces
Selon ITIS (20 septembre 2017) :
- Pteralopex anceps K. Andersen, 1909
- Pteralopex atrata Thomas, 1888
- Pteralopex flanneryi Helgen, 2005
- Pteralopex pulchra Flannery, 1991
- Pteralopex taki Parnaby, 2002

## Répartition

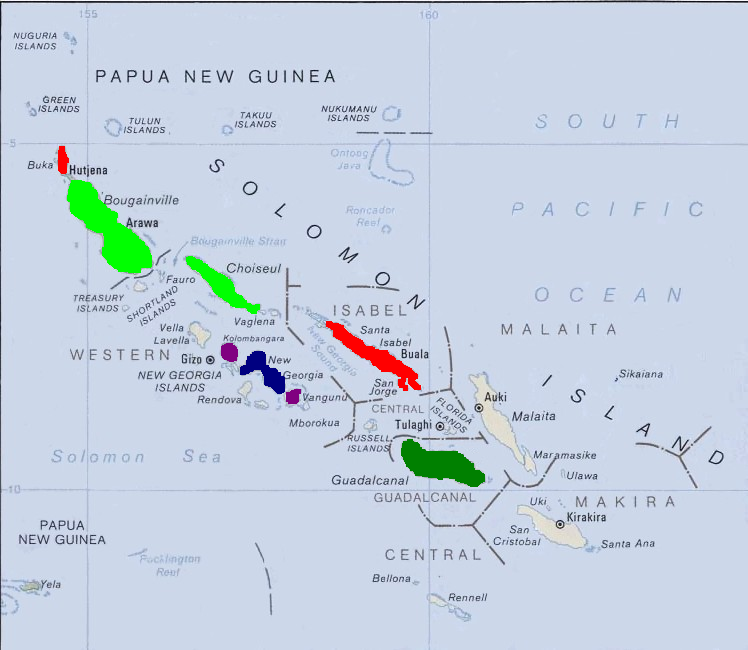
Répartition des espèces:
P. flanneryi
P. flanneryi et P. anceps
P. taki
P. taki et P. atrata
P. atrata et P. pulchra